# Волен-бай-Берн
Волен-бай-Берн (нем. Wohlen bei Bern) — коммуна в Швейцарии, в кантоне Берн.
Входит в состав округа Берн. Население составляет 9093 человека (на 31 декабря 2006 года). Официальный код — 0360.
В состав коммуны входят деревни: Вайсенштайн, Виккаккер, Волен, Зерисвиль, Иллисвиль, Иннерберг, Иттлиген, Мёрисвиль, Мурцелен, Обердеттиген, Унтердеттиген, Хинтеркапплен, Штайнисвег.